# Arhopala morphicolor
Arhopala morphicolor är en fjärilsart som beskrevs av Corbet 1941. Arhopala morphicolor ingår i släktet Arhopala och familjen juvelvingar. Inga underarter finns listade i Catalogue of Life.